# 克拉明 (伊利諾伊州)
克拉明（英語：Clarmin）是位於美國伊利諾伊州華盛頓縣的一個非建制地區。該地的面積和人口皆未知。

## 地理
克拉明的座標為38°13′16″N 89°41′58″W / 38.22111°N 89.69944°W，而該地的平均海拔高度為153米（即502英尺）。